# Zampo y yo
Pour plus de détails, voir Fiche technique et Distribution.
Zampo et Moi (en espagnol Zampo y yo) est un film espagnol de Luis Lucia Mingarro sorti en 1966.

## Résumé
Le film raconte l'histoire d'une enfant appelée Ana Belen qui vit à Madrid avec son père qui ne lui prête pas beaucoup d'attention parce qu'il est occupé avec ses affaires. Un jour, Ana Belén sort de sa maison et trouve dans un vieux quartier de Madrid un petit cirque avec un clown appelé Zampo. Le vrai nom du Zampo est Luis et il est le frère du père d' Ana Belén. Il est sorti de la vie familiale à cause de son désir d'être clown.
L'amitié de l'enfant et du clown est très forte et bien qu'elle ignore la vérité, ce qui est schizophrénique, Zampo avait même préparé depuis toujours un numéro en honneur d'Ana Belen, lequel consistait en ce qu'il cherchait une enfant appelée Ana Belen qui avait son nez.
Une nuit, Ana Belen est allée au cirque, parce que son père lui a ordonné de ne plus voir Zampo, au moment où elle est entrée les clowns faisaient le numéro du nez et d'Ana Belen, Zampo criait : « Je veux qu'ils me rendent le nez, Ana Belen, où es-tu », Ana Belen lui dit : « Je suis ici », mais elle est écartée alors avec tristesse, puisqu'elle lui a raconté tout ce qui s'est passé avec son père. À la fin, avec des larmes dans les yeux elle dit : « Au revoir Zampo, s'il vous plaît ne changez pas le nom de l'enfant que tu cherches ».
Le jour suivant, un enfant appelé Manolo est allé à la maison d'Ana Belen. Manolo ressentait beaucoup d'affection envers Zampo et Ana Belen. Manolo a dit à Ana Belen que Zampo était mort d'une attaque au cœur, ce qui a causé à l'enfant la plus grande tristesse de sa vie parce que Zampo avait été la personne qui s'est le plus préoccupée d'elle.
Quand on a trouvé le testament de Zampo, qui est la demande pour Ana Belen qui continue à en vouloir à son père et comme elle écartée, il lui laisse le cirque.
Cette même nuit, Ana Belen rêve avec Zampo où elle s'imagine parcourant avec les rues de Madrid, finalement Zampo porte Ana Belen à la cour des clowns où elle voit qu'ils accusent son père de l'être une personne aigrie, mais comme personne ne croyait en son innocence, Zampo décide de le défendre et dans son discours dit : « Je serai très bref, tous n'ont pas la chance comme les clowns de travailler pour le monde admirable des enfants, qui nous donnent une affection qui nous rend meilleurs, dans chaque homme égoïste impitoyable il y a eu avant un être innocent, si on condamnait quelqu'un qui n'a pas pu être enfant, et l'accusé est une victime matérielle, ne serait-il pas mieux de l'enseigner à être d'une autre manière ? ».
Quand Ana Belen et son père se sont réveillés, ils étaient très heureux et sont sortis au jardin pour prendre le déjeuner. Ana Belen lui a raconté son rêve et il lui a dit que le souvenir de Zampo était admirable et qu'ils ne laisseraient pas s'éteindre.